# Gaetano Capone
Gaetano Capone (Maiori, 10 luglio 1845 – Maiori, 6 agosto 1924) è stato un pittore italiano.

## Biografia
Figlio del pittore maiorese Luigi, fu allievo di Tommaso De Vivo. Lungo la sua carriera, è stato il maggiore esponente di una corrente artistica in cui i pittori vennero successivamente soprannominati "Pittori di Maiori" o più semplicemente "Costaioli".
I più importanti artisti di questa corrente furono Antonio Ferrigno, Luigi Paolillo e Pietro Scoppetta.
A Roma fu discepolo di Cesare Fracassini all'Accademia di San Luca. Legato agli insegnamenti dei suoi due maestri, accolse nella propria opera le spinte innovatrici di Morelli e Palizzi.
Sue pitture murali del 1895 sono presenti nella sala adibita a pretura nel Chiesa del S. Rosario a Maiori; sempre a Maiori  suoi dipinti sono presenti nella Chiesa di S. Maria a Mare;  collaborò con il suo maestro Cesare Fracassini alla realizzazione degli affreschi della Basilica di San Lorenzo fuori le mura a Roma. Suo opere si trovano nella Abbazia Santissima Trinità di Cava de' Tirreni e nelle chiese di San Quirico a Fisciano e della Madonna dell'Assunta a Casal Velino.
Maiori, sua città natale,  gli ha dedicato il lungomare